# Dvorec Dobje
Dvorec Dobje (nem. Dobiehof), tudi Dobjihof, se nahaja na Dobravi pri Slovenskih Konjicah, ob izteku zreške terase, poleg lokalne ceste med Slovenskimi Konjicami in Zrečami.

## Zgodovina
Dvorec Dobje je zgradil Franc Blagatinšek (v drugih drugih virih, tudi Stopar, preimenovan Blagotinšek), na mestu prvotnega srednjeveškega dvora, omenjenega leta 1497. Nad vhodom v dvorec je bil še v stegenškovih časih razviden kronogram, iz katerega je bilo razbrati, da je dvorec res postavil leta 1763 Franc Blagatinšek, z željo, da bi Jezus Kristus ohranil hiši mir in veselo blagostanje.
Poznejši lastniki Dobja so bili Avgust pl. Clossmann (1853-1860), baronica Beatrix Lebzeltern (1860-1876), baronica Maria Baltin (1876-1896). Od leta 1896  pa vse do konca druge svetovne vojne je bilo Dobje v posesti zdravilke, pesnice in pisateljice Alexandine (Sandre) Sermage (1870-1945), grofice von Szomzedvar und Medvedgrad, ki je pisala pod psevdonimom Alexandra Troylus. V Zgodovinskem arhivu Celje se nahaja njen osebni fond (Troylus Alexandra: SI-ZAC/101), z ohranjenimi rokopisi literarnih del, dnevnikom in korespondenco.
Leta 1945 je nova oblast petinsedemdesetletno Sandro zaprla v taborišče Šterntal pri Kidričevem kjer je umrla, posest pa je leta 1946 oblast zaplenila in zatem podržavila.

## Nekdanja arhitektura
Današnja vila (v literaturi tudi dvor, dvorec) je po najstarejšem slikovnem viru iz leta 1938 razvidna kot enonadstropna stavba s kletjo, s pravokotnimi okni v pritličju in visokimi polkrožno sklenjenimi okni v nadstropju. Pred glavnim vhodom je bil postavljen stolpič kvadratastega tlorisa in iste višine, sloneč na štirih kamnitih stebrih. Stolpič je kmalu prešel v osmerokotni profil in se končal z osmimi poševno prisekanimi cinami. Z vodoravnimi pasovi (v kvadratastem delu) in mrežo (v osmerokotnem delu) je bila členjena le fasada stolpa, ki so ga povsem pri vrhu krasile še polkrožne line ter odkapni zidec.

## Sedanjost
Do danes so se ohranili vsi tisti objekti Dobjehofa, ki jih je leta 1908 videl Stegenšek , torej dvorec, nekdanja pristava s štukirano baročno fasadno ornamentiko, ki jo je Stegenšek opisal kot starinsko klet s »kašto zgoraj« in gospodarska poslopja (nekdanji hlevi). 
Današnja podoba dvorca je arhitektonsko okleščena vseh bistvenih členitev in značilnega stolpa. Stavba je bila povišana za eno etažo, zamenjana in spremenjena so bila okna. Poleg stolpa je bila odstranjena lesena veranda in frčada nad osrednjim dvoriščnim delom.  V stavbi so danes najemniška stanovanja, v pritličju se nahaja gostinski lokal, poleg stavbe pa vadbišče za golf.
Tik ob cesti pred kaščo in nasproti dvorca je stal na visokem podstavku baročno zasnovan kip sv. Janeza Nepomuka, ki je povezoval stanovanjski in gospodarski del kompleksa. Kip so po navodilih spomeniške službe nadomestili z repliko in ga prestavili na novo, vendar neustrezno lokacijo, v bližino dvorca.